# シヴォーン・ファーイ
シヴォーン・メール・ファーイ（Siobhan Maire Fahey [ʃəˈvɔːn ˈfɑːhi]、1958年9月10日 - ）は、アイルランドの歌手。シェイクスピアズ・シスターのメンバーであり、イギリスのガール・グループのバナナラマのオリジナル・メンバーでもある。
バナナラマのメンバーとしてはアメリカで首位を獲得した「ヴィーナス」を含む10曲のトップ10ヒットを持つ。その後バナナラマを脱退した彼女はバンド、シェイクスピアズ・シスターを結成し、1992年には「ステイ」がイギリスでの首位をはじめとする世界各国での大ヒットを記録、更にバンドはブリット・アワードやアイヴァー・ノヴェロ賞を受賞した。2017年から2018年にかけてはイギリス、北米、ヨーロッパで行われたバナナラマのツアーに限定的に復帰して参加。
ファーイはアイルランドのシングル・チャートにおいて2曲のナンバーワン・シングルをヒットさせた初のアイルランド出身女性アーティストである。
声域は軽めのアルト。

## 私生活
ファーイはユーリズミックスのデイヴ・スチュワートと1987年に結婚したが、1996年に離婚した。彼女達の間には1987年11月26日に生まれたサミュエルと1991年に生まれたジャンゴの2人の子供がいる。兄弟はナイトメア・アンド・ザ・キャットというバンドを結成した。
サミュエルは乳児の時にシェイクスピアズ・シスターの「ヒロイン」と「ユー・アー・ヒストリー」のビデオに登場している。ジャンゴは俳優としても活躍している。サミュエルはアメリカのインディ・ロック・バンドLo Moonのギタリストとしても活動している。
ファーイはスチュワートと結婚する前に北アイルランドのパンク・ロック・バンドStiff Little Fingersのジム・ライリーや、イギリスでナンバーワン・ヒットになった「ヤング・アット・ハート」を一緒に書いたザ・ブルーベルズのボビー・ブルーベルと関係を持っていた。